# Catalina Robayo
María Catalina Robayo Vargas (Cali, 12 de mayo de 1989) es una modelo, ganadora del Concurso Nacional de Belleza de Colombia, Señorita Colombia 2010-2011; durante la ceremonia de elección y coronación logró los puntajes más altos de la noche. A sus 22 años representó a su país en el certamen de Miss Universo 2011 logrando clasificar al top 16.

## Biografía
Nació en Cali, Valle del Cauca el 12 de mayo de 1989. Es hija de Katty Robayo Vargas. Tiene un hermano, Gabriel. A pocos meses de su nacimiento fue llevada a Palmira. Se graduó del colegio Sagrado Corazón de Jesús hermanas Bethlemitas de Palmira. Estudió Derecho de la Pontifica Universidad Javeriana en Cali. 

## Señorita Colombia 2010
Participó en representación del departamento de Valle del Cauca en el Concurso Nacional de Belleza de Colombia 2010, celebrado en Cartagena de Indias. Fue coronada Señorita Colombia la noche del 15 de noviembre de 2010, tras obtener los mejores puntajes: 9.8 en desfile en traje de gala y 9.8 en desfile en traje de baño. Ganó también una de las actividades previas a la elección de la Señorita Colombia: Señorita Elegancia Primatela (Miss Elegancia).
Este era el segundo año que María Catalina participaba en el Concurso Nacional de Belleza. Había sido Señorita Valle 2009 por tres semanas, debido a la destitución de la ganadora del certamen de ese año. Catalina participó en algunas de las actividades programadas para el concurso de 2009 antes de que Diana María Salgado Salazar (Señorita Valle 2009) recuperara su título después de ganar una acción de tutela en la cual se ordenaba devolverle su corona y su cupo para participar en el Concurso de Nacional de Belleza de ese año.

## Miss Universo 2011
El 12 de septiembre de 2011, en São Paulo, Brasil, se llevó a cabo la sexagésima edición del concurso Miss Universo, en donde Catalina ocupó un lugar dentro de las dieciséis cuartofinalistas del concurso, además se ubicó en el 4.º lugar en puntuación en traje de baño de acuerdo a las votaciones del público. El certamen fue ganado por la angoleña Leila Lopes. 

## Filmografía

### Presentación
| Año       | Título                                        | Rol                  |
| --------- | --------------------------------------------- | -------------------- |
| 2019      | Concurso Nacional de Belleza de Colombia 2019 | Presentadora         |
| 2017      | CM&                                           | Sección de farándula |
| 2013      | Premios TVyNovelas (Colombia) 2013            | Presentadora         |
| 2013-2017 | Noticias RCN                                  | Sección de farándula |
| 2012      | Concurso Nacional de Belleza de Colombia 2012 | Presentadora         |